# Prémio Valmor de Arquitetura
Der Prémio Valmor de Arquitetura (port. für Valmor-Preis für Architektur), kurz auch nur Prémio Valmor, ist ein von der Stadt Lissabon ausgeschriebener, jährlich vergebener, finanziell dotierter Preis für hervorragende Architektur. Ursprünglich nur für Neubauten von Wohngebäuden vergeben, werden inzwischen auch Renovierung, Neubauten jeder Art sowie Landschaftsarchitektur ausgezeichnet.

## Geschichte
Die Stadt Lissabon stiftete den finanziell dotierten Architekturpreis 1898, nachdem der 2. Vicomte von Valmor, Fausto de Queirós Guedes, ein Teil seines Erbes testamentarisch für diesen Zweck der Stadt vermachte. Wunsch des Verstorbenen war es, dass der Preis zu gleichen Teilen sowohl an den Architekten wie den Eigentümer des ausgezeichneten Gebäudes gehen sollte. Die Stadt vergab den Preis erstmals 1902, binnen kurzer Zeit entwickelte sich dieser zum meistangesehensten Architekturpreis Portugals.
Die Preisträger werden von einer Jury ausgewählt, die wiederum aus drei von der Stadtverwaltung bestimmten Architekten besteht. Die Architekten kommen jeweils von einer drei benannten Institutionen: Der Nationalen Akademie für Bildenden Künste (Academia Nacional de Belas Artes), dem Architektenverband (Ordem dos Arquitectos) und der Fakultät für Architektur der Technischen Universität Lissabon (Faculdade de Arquitectura da Universidade Técnica de Lisboa).
Ursprünglich wurden mit dem Preis lediglich Neubauten von Wohngebäuden ausgezeichnet. Inzwischen werden aber auch Renovierungen bestehender Gebäude, Bauwerke jedweder Art und allgemeine Landschaftsarchitektur Lissabons ausgezeichnet. Auch werden inzwischen nicht nur ein Preisträger ausgewählt, die Jury vergibt auch besondere Erwähnungen (menção honrosa) für einzelne Werke.
1982 wurde der ebenfalls seit 1943 bestehende städtische Architekturpreis mit dem Valmor-Preis zusammengelegt, seitdem trägt dieser offiziell den Titel „Prémio Valmor e Municipal de Arquitetura“, zu deutsch „Valmor- und städtischer Architekturpreis“. Laut seinen Regularien ist die Dotierung des Valmor-Preises je nach jährlicher Haushaltsituation der Stadt variierend, während der städtische Architekturpreis mit 25.000 Euro verliehen wurde.

## Galerie der Preisträger (Auswahl)

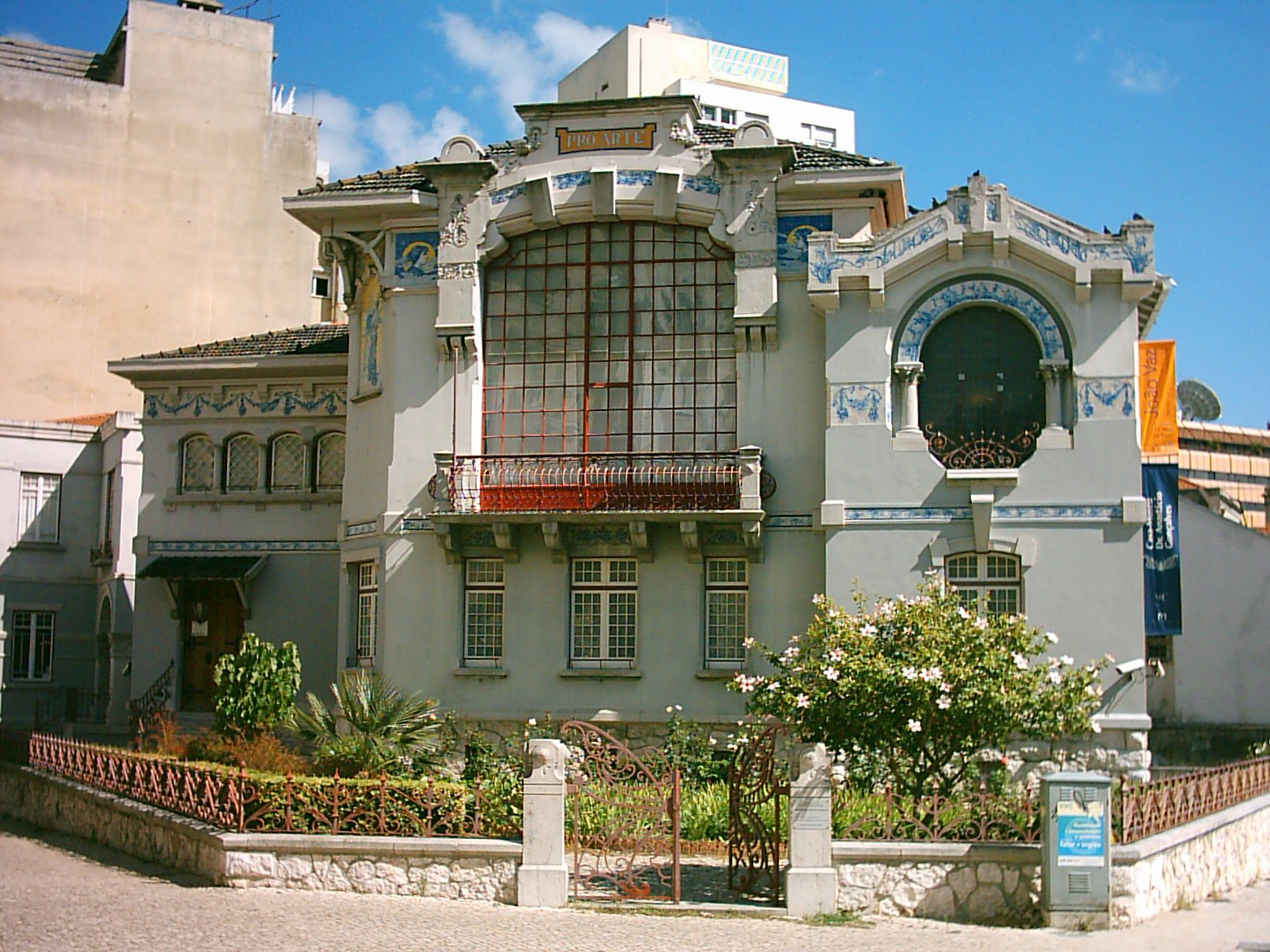
Casa de Molha (Preisträger 1908)
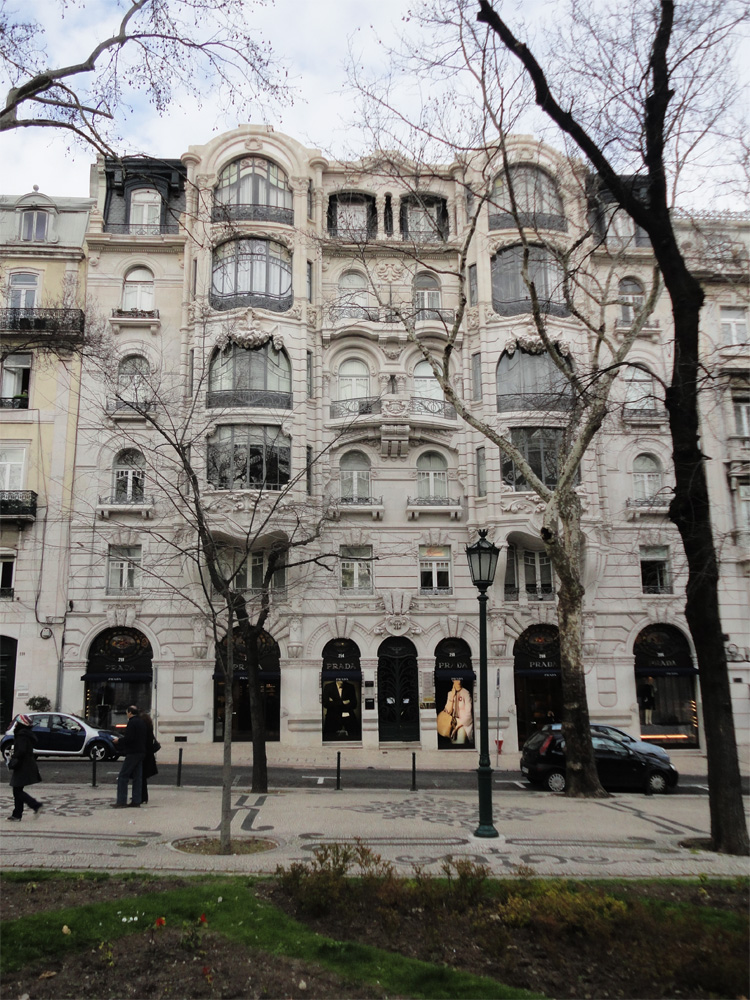
Gebäude in der Avenida da Liberdade 206–2018 (Preisträger 1915)
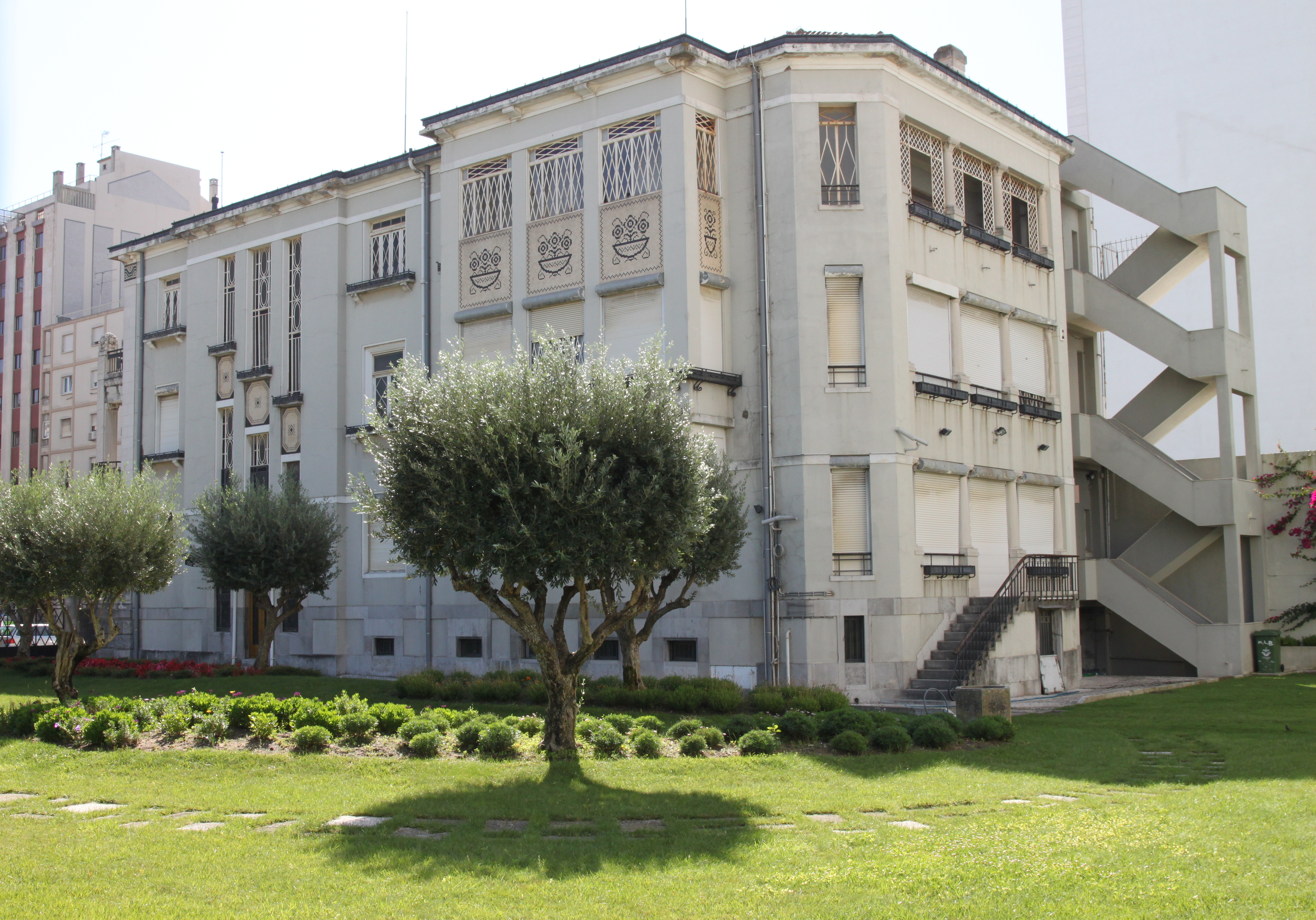
Wohngebäude António Bravo (1929)
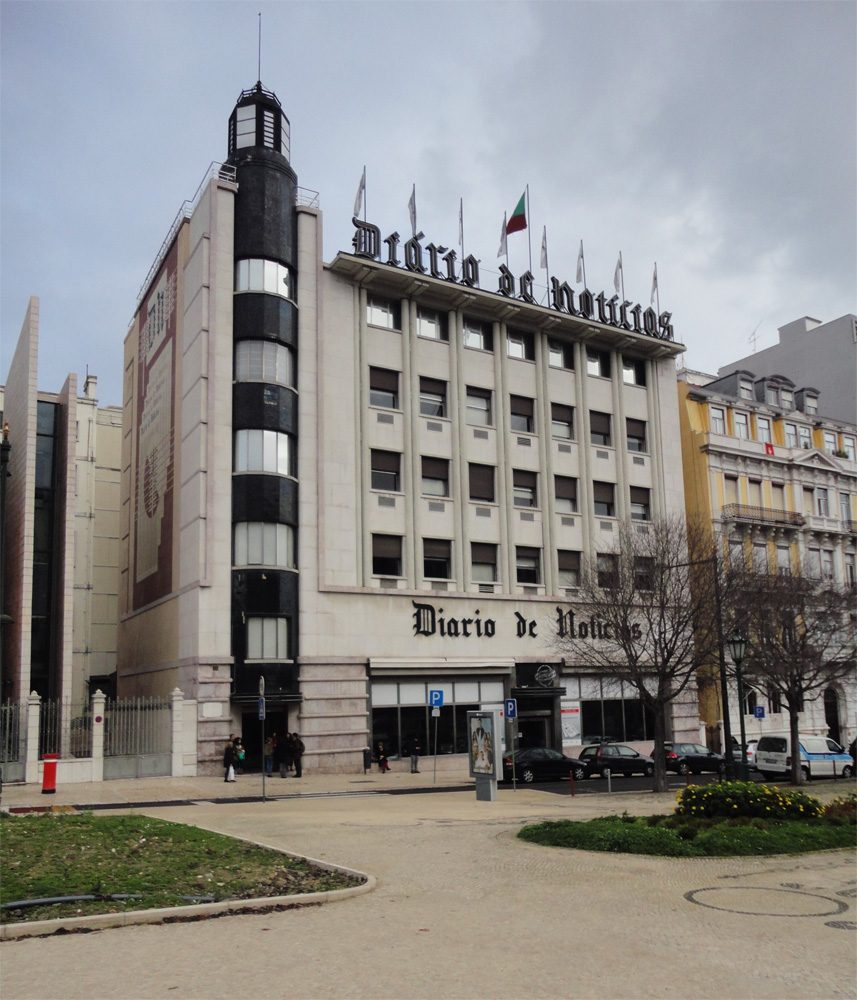
Sitz des Diário de Notícias (Preisträger 1940)
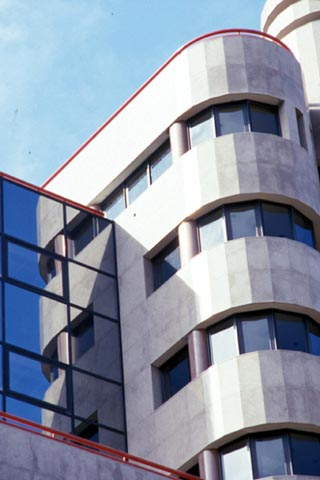
Gebäude der Lloyds Bank (Preisträger 1988)
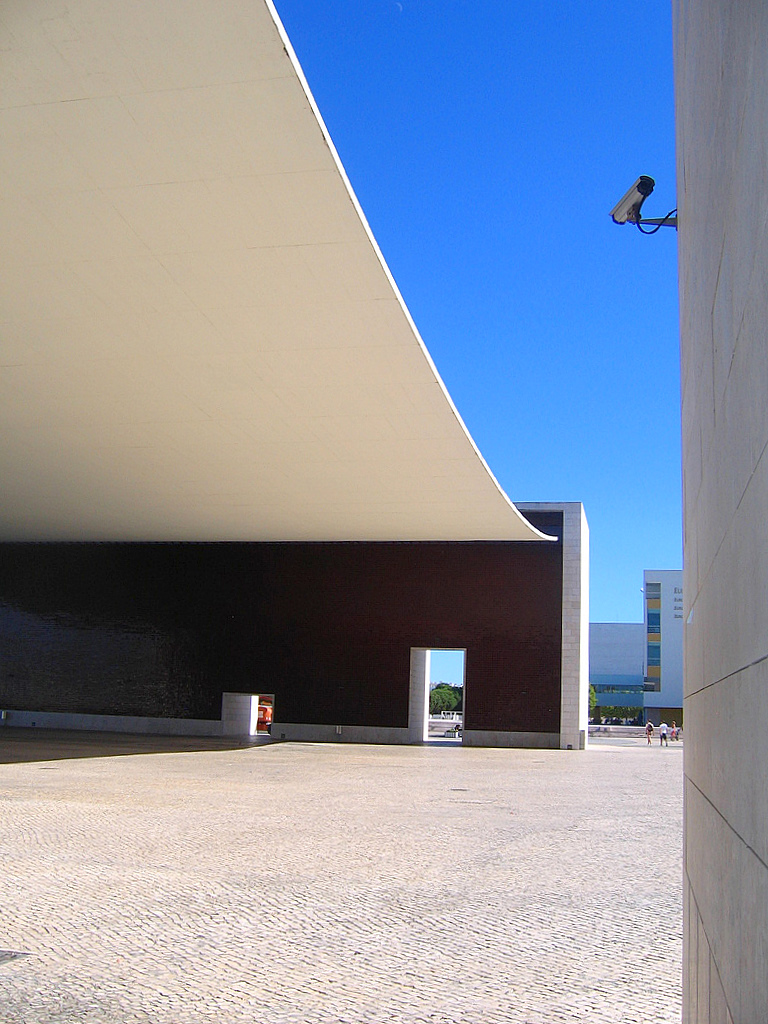
Pavilhão de Portugal der Expo 1998 (Preisträger 1998)